# Спасовка (Северо-Казахстанская область)
Спасовка (каз. Спасовка) — село в Есильском районе Северо-Казахстанской области Казахстана. Административный центр Спасовского сельского округа. Код КАТО — 594256100.

## География
Находится на берегу озера Куржунколь, примерно в 47 км к западу от села Явленка, административного центра района, на высоте 138 метров над уровнем моря.

## История
Село Спасское основано в 1895 г. на участке Каржун-Куль. В 1903 г. открыта школа.

## Население
В 1999 году численность населения села составляла 731 человека (361 мужчина и 370 женщин). По данным переписи 2009 года, в селе проживало 465 человек (237 мужчин и 228 женщин).